# جين إي. بارتليت
جين إي. بارتليت (بالإنجليزية: Jane E. Bartlett)‏ هي رسامة أمريكية، ولدت في 1839، وتوفيت في 1923.